# Olympique de Marseille 1999-2000
Questa voce raccoglie le informazioni riguardanti l'Olympique de Marseille nelle competizioni ufficiali della stagione 1999-2000.

## Maglie e sponsor
Lo sponsor tecnico per la stagione 1999-2000 è Adidas, mentre gli sponsor ufficiali sono Ericsson per il campionato e Aura per le coppe nazionali.
| Casa | Trasferta | Terza divisa |  |

## Rosa
| N. |                      | Ruolo | Calciatore          |
| -- | -------------------- | ----- | ------------------- |
| 1  | Francia (bandiera)   | P     | Stéphane Porato     |
| 2  | Francia (bandiera)   | D     | Patrick Blondeau    |
| 3  | Francia (bandiera)   | D     | Sébastien Pérez     |
| 4  | Sudafrica (bandiera) | D     | Pierre Issa         |
| 5  | Francia (bandiera)   | D     | Lilian Martin       |
| 7  | Francia (bandiera)   | C     | Robert Pirès        |
| 8  | Francia (bandiera)   | C     | Frédéric Brando     |
| 9  | Francia (bandiera)   | A     | Florian Maurice     |
| 10 | Spagna (bandiera)    | C     | Iván de la Peña     |
| 11 | Francia (bandiera)   | A     | Cyrille Pouget      |
| 12 | Francia (bandiera)   | C     | Stéphane Dalmat     |
| 13 | Francia (bandiera)   | C     | Jérôme Leroy        |
| 15 | Argentina (bandiera) | A     | Pablo Calandria     |
| 16 | Francia (bandiera)   | P     | Stéphane Trévisan   |
| 17 | Mali (bandiera)      | C     | Seydou Keita        |
| 18 | Argentina (bandiera) | C     | Daniel Montenegro   |
| 19 | Francia (bandiera)   | D     | Franck Dumas        |
| 20 | Francia (bandiera)   | D     | Richard Martini     |
| 21 | Francia (bandiera)   | D     | Jean-Pierre Cyprien |

| N. |                           | Ruolo | Calciatore          |
| -- | ------------------------- | ----- | ------------------- |
| 22 | Costa d'Avorio (bandiera) | A     | Ibrahima Bakayoko   |
| 23 | Francia (bandiera)        | D     | William Gallas      |
| 24 | Francia (bandiera)        | D     | Yannick Fischer     |
| 25 | Ghana (bandiera)          | C     | Arthur Moses        |
| 26 | Francia (bandiera)        | C     | Peter Luccin        |
| 27 | Francia (bandiera)        | D     | Jacques Abardonado  |
| 28 | Francia (bandiera)        | D     | Loris Reina         |
| 29 | Francia (bandiera)        | A     | Guillaume Deschamps |
| 31 | Francia (bandiera)        | C     | Benjamin Gavanon    |
| 33 | Francia (bandiera)        | A     | Karim Dahou         |
| 34 | Francia (bandiera)        | P     | Cédric Carrasso     |
| 6  | Argentina (bandiera)      | D     | Eduardo Berizzo     |
| 14 | Algeria (bandiera)        | C     | Djamel Belmadi      |
| 35 | Francia (bandiera)        | C     | Sébastien Gregori   |
| 36 | Brasile (bandiera)        | C     | Marcelinho Paraíba  |
| 32 | Mali (bandiera)           | A     | Dramane Coulibaly   |
| 19 | Guinea (bandiera)         | A     | Kaba Diawara        |
| 21 | Francia (bandiera)        | A     | Christophe Dugarry  |
| 11 | Italia (bandiera)         | A     | Fabrizio Ravanelli  |

## Risultati

### UEFA Champions League

#### Prima fase a gironi
| Arbitro: | Sarvan |

|                        |           |  |
| Pirès 9’ Ravanelli 33’ | Marcatori |  |

| Arbitro: | Braschi |

|            |           |                       |
| Šokota 64’ | Marcatori | 5’ Bakayoko 77’ Pérez |

| Arbitro: | García-Aranda |

|                      |           |              |
| Cole 78’ Scholes 82’ | Marcatori | 40’ Bakayoko |

| Arbitro: | Krug |

|            |           |  |
| Gallas 69’ | Marcatori |  |

| Arbitro: | Uzunov |

|                              |           |                  |
| Mählich 17’ Kocijan 61’, 85’ | Marcatori | 35’, 78’ Dugarry |

| Arbitro: | Collina |

|                          |           |                      |
| Bakayoko 53’ Diawara 89’ | Marcatori | 42’ Mujčin 78’ Mikić |

#### Seconda fase a gironi
| Arbitro: | Díaz Vega |

|  |           |                             |
|  | Marcatori | 64’ Stanković 77’ Conceição |

| Arbitro: | Melo Pereira |

|                           |           |  |
| Cruz 72’, 90’ Bosvelt 83’ | Marcatori |  |

| Arbitro: | Pedersen |

|           |           |  |
| Pirès 16’ | Marcatori |  |

| Arbitro: | Fernández Marín |

|          |           |  |
| Wise 27’ | Marcatori |  |

| Arbitro: | Frisk |

|                                       |           |           |
| Inzaghi 17’, 37’, 38’, 71’ Bokšić 82’ | Marcatori | 50’ Leroy |

| Marsiglia 22 marzo 2000, ore 20:45 (CET) 6ª giornata | Olympique Marsiglia | 0 – 0 referto | Feyenoord | Vélodrome (10.000 spett.)\| Arbitro: \| Daudén Ibáñez \| |
| Arbitro:                                             | Daudén Ibáñez       |               |           |                                                          |